# Die Spur der Mörder
Die Spur der Mörder (französischer Titel: L’Empreinte des tueurs) ist ein deutscher Fernsehfilm von Urs Egger nach einem Originaldrehbuch von Katja Röder und Fred Breinersdorfer aus dem Jahr 2019 mit Heino Ferch in der Rolle des Sonderermittlers Ingo Thiel. Der Film thematisiert die kaltblütige Ermordung von sechs Menschen vor einem italienischen Restaurant in Duisburg im Jahr 2007. Dieses Verbrechen sorgte damals unter der Bezeichnung Mafiamorde von Duisburg für Aufsehen. Die TV-Erstausstrahlung des Films erfolgte am 18. Oktober 2019 auf ARTE.

## Handlung
Vor einem italienischen Restaurant in Mönchengladbach werden in den frühen Morgenstunden fünf Männer von zwei Tätern erschossen beziehungsweise regelrecht hingerichtet. Im Anschluss flüchten beide in einem Auto und werden auf dem Weg dorthin von einem Radfahrer gesehen. Kommissar Ingo Thiel und sein Team übernehmen die Ermittlungen, die sogleich in Richtung der kalabrischen Mafia deuten. Unterstützung erhalten sie durch Carla Orlando, einer italienischen Spezialermittlerin von Interpol, der besonders viel an der Bekämpfung der Clankriminalität gelegen ist, da ihr Vater von diesen Leuten umgebracht wurde.
Pietro Giordano, einer der Toten, ist der Polizei im Bereich von Schutzgelderpressungen bereits aufgefallen, man konnte ihm jedoch bisher nichts nachweisen. Carla Orlando ist davon überzeugt, dass alle Opfer einem Clan angehörten und hier in Deutschland bei Geldwäschegeschäften involviert waren. Bei der kriminaltechnischen Untersuchung im Umfeld der Opfer findet sich im Auto eines der Getöteten eine sehr professionell versteckte Abhöreinrichtung. Da diese aufgrund ihrer technischen Details nicht aus Italien stammen dürfte, vermuten die Ermittler einen illegalen Lauschangriff aus Deutschland im Auftrag der italienischen Behörden. Thiel stellt Carla Orlando zur Rede, da er davon überzeugt ist, dass sie davon Kenntnis haben musste. Sie leugnet dies und verspricht sich in Italien zu erkundigen, um etwas in Erfahrung zu bringen.
Anhand der Zeugenaussage des Radfahrers und der Auswertung von Videoaufnahmen einer Tankstelle können die beiden Täter optisch näher eingegrenzt werden. Zum Fahrzeug gibt es jedoch zu wenig konkrete Daten, sodass diese Spur zunächst nicht weiter verfolgt werden kann. Überraschende Hinweise bringt die forensische Auswertung der Schmauchspuren. Da bei so nahem Schusskontakt der Täter zu ihren Opfern, von jenen feinste DNA-Partikel durch den Luftstrom der Kugel mitgerissen werden und so erhalten bleiben, können diese gesichert und analysiert werden. Dadurch steht fest, dass hier kein fremder Klan am Werk war, sondern Verwandte der väterlichen Linie eines der Opfer.
Thiel gibt sich nicht mit fehlenden Angaben zum Fluchtfahrzeug der Täter zufrieden. Er lässt über die auf den Überwachungsvideos zu erkennenden Rücklichter des Autos ein Gutachten erstellen, das eindeutig auf einen Opel Vectra B, Baujahr 1997, hinweist. Damit kann nun offiziell nach dem Wagen gefahndet werden. Zusätzlich wird ein Foto des Autos und ein Fahndungsbild des mutmaßlichen Täters in der Presse veröffentlicht. Eingehende Hinweise führen zu einer Pizzeria in Grevenbroich, der gesuchte Verdächtige hat sich allerdings bereits nach Italien abgesetzt. Das Fluchtfahrzeug wird auf einem Schrottplatz entdeckt und anhand der dort anhaftenden DNA-Spuren kann es eindeutig den Tätern zugeordnet werden.
Thiel hält es für möglich, dass der Anschlag einzig und allein dem Restaurantbesitzer Pietro Giordano gegolten hatte und die vier anderen nur Zufallsopfer geworden sind. Zudem erhofft er sich über Sofia Russo, die Sohn und Bruder unter den Opfern zu beklagen hat, Hinweise zu den Hintergründen und somit zu den Tätern. Ihr Vater war in Italien selbst jahrelang Clanoberhaupt und wird seit seinem Gefängnisausbruch von seiner Familie versteckt gehalten. Doch sie zeigt sich wenig kooperativ und verschwindet plötzlich ebenfalls nach Italien. Derweil geht ein weiterer Hinweis aus der Bevölkerung ein, wonach einer der Täter in Aachen wohnen soll. Dieser wird umgehend observiert und festgenommen.
Thiel und Carla Orlando gelingt es nicht, von den verantwortlichen Behörden gegen Clankriminalität in Italien Auskunft über deren Stand der Ermittlungen zu erhalten. So machen sie sich persönlich auf den Weg nach Kalabrien und versuchen eine direkte Kontaktaufnahme. Nach einigen Verhandlungsversuchen erhält Thiel tatsächlich Zugriff auf die abgehörten Gespräche aus Giordanos Wagen. Aus diesen Gesprächen geht hervor, dass sich Giordano Waffen besorgen wollte und ein möglicher Anschlag gegen einen anderen Clan bevorstand. Thiel ist extrem verärgert, dass die italienischen Behörden davon wussten und Deutschland keine entsprechende Warnung übermittelt hatten. Anhand der Daten über die Clanmitglieder und gezielter DNA-Tests von drei in Frage kommenden Verdächtigen können Thiel und Orlando nun den zweiten mutmaßlichen Täter identifizieren: Salvatore Costa. Er ist der Cousin des bereits in Deutschland Verhafteten Lorenzo Costa.
Aufgrund der familiären Tragödie ist Sofia Russo bereit, gegen den Clan auszusagen, dem sie Schuld an ihrem Schicksal und dem Tod ihres Sohnes gibt. Sie will mit weiteren Racheaktionen der „Familie“ nichts zu tun haben und hofft, so den seit Jahrzehnten andauernden Clankrieg zwischen den Russos und den Costas beenden zu helfen. Sie verrät der Polizei das Versteck ihres Vaters, diese kann ihn dort allerdings nicht mehr finden.
Nach unermüdlicher Ermittlungsarbeit wird der Fall nach 57 Tagen abgeschlossen.

## Hintergrund
Im Jahr 2018 hat Heino Ferch schon einmal in einem fast dokumentarisch anmutenden Film von Urs Egger den Kommissar Ingo Thiel gegeben. Dieser Film mit dem Titel Ein Kind wird gesucht beruhte wie Die Spur der Mörder ebenfalls auf einer wahren Begebenheit und thematisierte damals den sogenannten Fall Mirco.
Im neuen True-Crime-Fall werden die Mafiamorde von Duisburg aus dem Jahr 2007 aufgegriffen. Der Ort der Handlung wird dabei allerdings von Duisburg nach Mönchengladbach verlagert. Der Film entstand unter dem Arbeitstitel Die Jagd als Koproduktion des ZDF, der Lailaps Pictures GmbH und der handwritten Pictures GmbH in Zusammenarbeit mit ARTE und mit Förderung der Film- und Medienstiftung NRW. Die Dreharbeiten fanden von 7. November bis 14. Dezember 2018 unter anderem in Reggio di Calabria, Düsseldorf, Neuss sowie Köln und Umgebung statt. Der Film ist der letzte, den der im Januar 2020 verstorbene Regisseur Urs Egger noch selbst vollständig fertigstellen konnte.

## Rezeption

### Einschaltquoten
Die Erstausstrahlung des Films sahen am 18. Oktober 2019 auf ARTE zur Hauptsendezeit um 20.15 Uhr 1,156 Millionen Zuschauer. In Frankreich schauten weitere 1,039 Millionen Zuschauer den Film. Das ZDF strahlte den Film am 12. Oktober 2020 um 20:15 Uhr aus, fast sechs Millionen Zuschauer sahen den Film.

### Kritik
Tilmann P. Gangloff bewertete für Tittelbach.tv und schrieb: „Erneut wirkt Eggers Umsetzung stellenweise wie ein die Ermittlungen rekonstruierendes Dokudrama ohne Interviews, zumal auch Musik nur sparsam eingesetzt wird. Die Spannung resultiert vor allem aus der Hartnäckigkeit, mit der die Ermittler den Mördern auf die Spur kommen.“
„Anders als im Reihenkrimi verzichten Buch und Regie völlig auf Ausflüge ins Privatleben. Einzige Ausnahme ist ein kurzes Telefonat Thiels mit seinem Sohn, der offenbar bei der Mutter lebt; das erklärt, warum sich der Kommissar Tag und Nacht um den Fall kümmern kann. Natürlich sorgen die Dispute mit der italienischen Kollegin, die aus Südtirol kommt und daher deutsch spricht, für zusätzlichen Reiz, aber auch dieser Aspekt drängt sich nie in den Vordergrund.“
Für Die Tageszeitung urteilte Jens Müller: „True Crime, jetzt auch öffentlich-rechtlich. Heino Ferch klärt als Kommissar Thiel die Mafiamorde von Duisburg auf – allerdings nicht in Duisburg.“
TV Spielfilm meinte in ihrer Kurzkritik: die „Vendetta in NRW“ sei ein „dokumentarisch anmutender Thriller“. „Schnickschnack spart man sich, die Musik ist reduziert. Die Spannung resultiert aus der Ermittlungsarbeit, die ohne große Action oder Verhöre auskommt. Dennoch packt einen der Film bis zum Finale.“
Harald Keller schrieb in der  Frankfurter Rundschau im Oktober 2020 „[…] dass Breinerdorfer und Röder die Arbeit der Kriminalermittler ungewöhnlich realitätsnah schildern. Hier gibt es keine ‚Pathologen‘ anstelle von Rechtsmedizinern, keine aus dem Amerikanischen entlehnten ‚Forensiker‘. Wohl aber forensische, also gerichtsverwertbare Beweise. Die zu erlangen erfordert minutiöse Kleinarbeit.“